# Đền Đại Tư Mã
Đền Đại Tư Mã, còn gọi là Đền Đô hoặc Miễu Đô, là quần thể kiến trúc tín ngưỡng thờ quan Đại tư mã Nghiêm Tĩnh thời Lý. Đền Đại Tư Mã đã được Nhà nước Việt Nam công nhận là Di tích Lịch sử - Văn hóa theo Quyết định số 74/VH-QĐ ngày 2/2/1993.

## Khái quát
Đền Đại Tư Mã tọa lạc trên khu đất xưa thuộc Bờ Lũng Xứ (sách cổ ghi là Bờ Long Xứ), phía Bắc làng Quan Độ, xã Văn Môn, huyện Yên Phong, tỉnh Bắc Ninh. Đền nằm cách thủ đô Hà Nội 25 km về phía Bắc.
Đền thờ quan Đại tư mã Nghiêm Tĩnh (con rể vua Lý Cao Tông), chính thất Quận phu nhân Thiên hoàng chi đệ tam nữ Lý Thị Phương (hiệu Từ Tiên) cùng hai thê tử tại đền.